# Ekstravertnost in introvertnost
Ekstravertnost in introvertnost sta osebnostni lastnosti. Ekstravertnost opisuje družabne, ekspresivne in energične posameznike. Na nasprotnem polu, introvertnosti, pa se nahajajo lastnosti kot npr. zadržanost, molčečnost, samostojnost.... Ekstravertnost se je v številnih raziskavah konsistentno pokazala za zelo pomemben prediktor življenjskega zadovoljstva, pozitivne emocionalnosti, subjektivnega blagostanja, širše socialne mreže, boljše socialne podpore... Ekstraverti naj bi tako bili srečnejši od introvertov ne glede na spol, starost in rasno pripadnost. Sočasno z ugotovitvami raziskovalcev je postajala ekstravertnost tudi vse bolj zaželena lastnost v družbenem vsakdanjiku.
Kažejo pa se tudi negativne plati ekstravertnosti, ki jih je sicer precej manj od pozitivnih. Npr. introverti imajo boljši spomin za besede, v manjši meri so nagnjeni k tveganim vedenjem.... 
Ekstravertnost je torej pomembna lastnost, ki vpliva na življenjske izide mnogih, raznolikih področij.

## Teoretski pristopi k preučevanju ekstravertnosti
Najpomembnejša raziskovalca na področju ekstravertnosti sta Hans Eysenck in Jeffrey Gray. 
Hans Eysenck je zagovarjal, da imajo glavne dimenzije človekove osebnosti biološko osnovo. Raziskave so pokazale, da se pri ekstravertnih osebah hitreje in močneje vzpostavi t. i. reaktivna inhibicija, ki je naravna in normalna težnja, da se hitro ponovljena dejavnost zavira in se posledično izvaja z manjšim interesom in intenzivnostjo. Ekstravertne osebe zato ne vztrajajo pri določeni aktivnosti tako dolgo kot introvertne, se hitro naveličajo in iščejo spremembe. Introvertne osebe se hitro naučijo in pogojujejo, pri ekstravertnih osebah pa je močnejši pojav reminiscence (pojav, da se spominski učinek nekaj časa po končanem učenju poveča). Eysenck je ta spoznanja povezal v hipotezo vzburjenosti ekstravertov. Glavna ideja te teorije je, da imajo introverti nižji prag za vzburjenje v ARAS (ascendentni retikularni aktivacijski sistem) kot ekstraverti. Ker naj bi ljudje težili k vzdrževanju srednje ravni vzburjenosti, naj bi ekstraverti reagirali bolj in hitreje (da bi povečali vzburjenje) kot introverti med opravljanjem posamezne naloge. S teorijo vzburjenja lahko pojasnimo tudi tendenco ekstravertov po uporabi cigaret, seksualnih aktivnostih in socialni interakciji. 
Jeffery Gray je predlagal alternativno vzročno teorijo ekstravertnosti – RST (reinforcement sensitivity theory). Njegova teorija je predpostavila obstoj treh ločenih živčnih sistemov: BAS – nagrajevalni motivacijski sistem, BIS – motivacijski sistem umika in FFS – beg-boj sistem. Osebnostna lastnost, ki izraža aktivnost BAS sistema naj bi bila impulzivnost, osebnostna lastnost, ki izraža aktivnost BIS sistema pa anksioznost. Ti dve potezi sta bili prvi potezi, s katerimi bi lahko pojasnili Eysenickovo ekstravertnost, saj je bil Gray mnenja, da je Eysenickova ekstravertnost impulzivnost minus anksioznost. Po teoriji RST naj bi bili ekstraverti bolj občutljivi na nagrado kot introverti, zato naj bi se ektraverti bolj osredotočali na nagrajevalne dražljaje in posledično doživljali več pozitivnega afekta kot introverti. 

## Razlike v ekstravertnosti glede na starostne skupine
Raziskovalci so ugotovili, da ekstravertnost iz zgodnjega otroštva v srednje otroštvo linearno upada, potem pa se ustali. Iz otroštva v zgodnje mladostništvo se nekoliko poveča. Iz mladostništva v prvo polovico zgodnje odraslosti ekstravertnost malo poraste, iz prve polovice zgodnje odraslosti v drugo polovico ter srednjo odraslost pa rezultati pri tej dimenziji upadejo. Smith in Baltes ugotavljata, da po 80. letu s starostjo ekstravertnost nekoliko upade, iz srednje v pozno odraslost pa naj bi bila ta značilnost stabilna. 

## Ekstravertnost in zdravje
Novejše študije kažejo, da so v povezavi z zdravjem tako pri ekstravertnih kot tudi introvertnih posameznikih prednosti pred nasprotno skupino. Ekstraverti so sicer telesno bolj aktivni ter se bolje soočajo s stresom, vendar pa so introverti manj nagnjeni k različnim tveganim vedenjem in pa udeležbi v prometnih nesrečah. Glede na pomen ne zgolj ekstravertnosti, temveč tudi mnogih drugih faktorjev za zdravje posameznika, ekstravertnost torej sama po sebi, ne določi zdravstvenega stanja posameznika. 

## Ekstravertnost in medosebni odnosi
Ekstravertnost ima pomembno vlogo pri stopnji socialnih spretnosti, ki jih posameznik poseduje in te so še posebej pomembne za razvoj optimalnih medosebnih odnosov. Visoka stopnja ekstravertnosti je po navadi povezana s psihološkimi atributi, ki delajo posameznika družabnega. 
Skupno tudi novejše ugotovitve na področju ekstravertnosti in medosebnih odnosov, ugotavljajo, da se konsistentno sicer res potrjuje večja družabnost ekstravertov, ki imajo večje socialne mreže ter višjo stopnjo naklonjenosti med drugimi ljudmi. Vendar pa ugotovitve kažejo, da položaj introvertov na področju medosebnih odnosov ni bistveno slabši. Na tem področju so namreč poleg ekstravertnosti, pomembne tudi druge osebnostne lastnosti, npr. sprejemljivost. Poleg tega pa raziskave opozarjajo tudi na pozitivne vidike družabnosti introvertov. Ti so npr. zaradi svojega bolj osredotočenega in resnega komunikacijskega stila namreč pozitivno doživeti sogovorniki tudi s strani ekstravertov. Dodatno, pa položaj introvertov na tem področju v sodobnem vsakdanjiku, izboljšujejo še informacijsko-komunikacijske tehnologije, ki ponujajo možnost kompenzacije primanjkljajev družabnosti v realnem življenju.

## Ekstravertnost in akademski uspeh ter vodenje
Na področju možnosti za akademski uspeh, ni enoznačnega trenda vpliva ekstravertnosti. Iz vidika možnosti uspeha v življenju je vidna prednost ekstravertov pri verjetnosti prevzema vodstvenih vlog in višje uspešnosti v le-teh, vendar pa se tudi tu kažejo perspektive za introvertirane posameznike, ki so ravno tako lahko efektivni vodje v določenih okoliščinah. Uspešnost vodenja namreč ni odvisna zgolj od lastnosti vodje, temveč od interakcije teh lastnosti s karakteristikami članov skupine, kar nakazuje, da tudi v primeru vodenja ne moremo označiti ekstravertnosti kot enoznačne determinante uspeha. 

## Pomen ekstravertnosti za vsakdanje življenje
Kot najbolj konsistentne in zanesljive so se sodeč po raziskavah pokazale sledeče prednosti ekstravertov v vsakdanjiku: kažejo večje telesno udejstvovanje, imajo širšo socialno mrežo in višjo stopnjo socialne podpore, sklenejo več prijateljstev, z večjo verjetnostjo prevzamejo vodstvene vloge in so v njih zaznani kot bolj učikonviti. Za introverte pa so se kot prednosti pokazale: manjša nagnjenost k nepatološkemu uživanju akohola, manj tveganih spolnih vedenj, bolj učinkovito vodenje v interakciji s skupino proaktivnih članov. 
Vendar pa v celostnem vsakdanjiku, tudi na teh področjih velja, da nahajanje posameznika na enem od polov ekstravertnosti samo po sebi ne determinira uspeha, zdravja, kvalitete medosebnih odnosov in drugih vidikov življenjske uspešnosti, temveč vmes, kot dejavniki, posežejo še druge osebnostne lastnosti, interakcija z drugimi in karakteristike le-teh, značilnosti situacij...

## Biološki vidiki ekstravertnosti
Biološki vidiki narave osebnostne strukture so se pojavili že zelo zgodaj, med njimi tudi domneve o povezanosti ekstravertnosti in introvertnosti z možganskimi procesi (McDougall, 1929 v: Musek, 2010). McDougall je namreč domneval, da je za razliko med introverti in ekstraverti kriva hipotetična biokemična substanca X, ki naj bi zavirala delovanje možganske skorje in tako »ekstravertizirala« posameznika. Eysenck (1967 v: Musek, 2010) je kasneje ugotovil, da so McDougallove predpostavke v nekem smislu pravilne, prišel je namreč do ugotovitve, da se pri ekstravertnih osebah hitreje in močneje vzpostavi reaktivna inhibicija, torej težnja nekoga, da se hitro ponovljena dejavnost zavira in se zato izvaja z manjšim interesom in intenzivnostjo. Kasneje je Eysenck (1982 v: Musek, 2010) menil, da je stopnja habitualne kortikalne vzburjenosti tista, ki pomeni nevrofiziološko podlago ekstravertnosti in introvertnosti. Ekstraverti naj bi imeli to stopnjo vzburjenosti nižjo in naj bi zato stremeli k večji in pogostejši dodatni stimulaciji (Musek, 2010).
Osebnost je z nevrofiziologijo povezal tudi angleški psihofiziolog Gray, ki je predpostavljal, da se temeljne osebnostne razlike pojavljajo kot posledica delovanja dveh nevrofizioloških sistemov in sicer sistema BAS: sistema nagrajevanja oziroma sistema za aktivacijo vedenja in sistema BIS: sistema kaznovanja oziroma sistema za inhibicijo vedenja (Gray, 1982 v: Musek, 2010). Osebe z močnejšim sistemom aktivacije vedenja se naj bi bolj nagibale k ekstravertnosti, aktivnosti in impulzivnosti.
Naslednji je bil Zuckerman, ki je razvil teorijo iskanja stimulacije, kjer je bilo v ospredju interaktivno delovanje nevrotransmiterjev (Zuckerman, 1979 v: Musek, 2010). Po njegovem modelu naj bi bilo iskanje stimulacije povezano s stopnjevanim delovanjem dopaminskega sistema in hkratnim znižanim delovanjem noradrenergičnega in serotonergičnega sistema (Zuckerman, 1994 v: Musek, 2010). Kasneje je svoj model iskanja stimulacije razširil v psihobiološki model osebnosti, kjer so osebnostne dimenzije in med njimi tudi ekstravertnost, povezane z delovanjem nevrotransmiterjev – dopamina, serotonina, (nor)-epinefrina, monoamin oksidaze (MAO) in gama aminobutirične kisline (GABA) (Zuckerman, 1991, 1992, 1995 v: Musek, 2010).

## Ekstravertnost in genetika

### Študije dvojčkov
Zuckerman je raziskoval dedljivost ekstravertnosti s pomočjo študij dvojčkov in posvojitvenih študij. V študijah dvojčkov so sodelovali mladostniki ali pa odrasli dvojčki, tako enojajčni kot dvojajčni. Poleg Zuckermana so podobne študije izvajali tudi drugi raziskovalci, na primer Eysenck, Jang, Rieman itn.
Preverjali so pomembnost dedljivosti, okolja, ki si ga posamezniki delijo in okolja, ki si ga posamezniki ne delijo, ter različne kombinacije vseh treh. Podatki so pokazali, da okolje, ki si ga delimo, nima pomembnega vpliva, torej da se ekstravertnosti ne naučimo znotraj družine oziroma od družinskih članov. Če so otroci podobni svojim staršem po izraženosti ektravertnosti je to bolj verjetno vpliv genov kot pa okolja, je pa možno, da ima vrstniško okolje nekaj vpliva na ekstravertnost, prav tako pa lahko enojajčni dvojčki vplivajo drug na drugega.
V nemški in kanadski študiji (Jang, McCrae, Angleitner, Riemann in Livesley, 1998 v: Zuckerman, 2005) je raziskovalce zanimalo, če k dedljivosti ekstravertnosti prispevajo enaki geni kot k dedljivosti njenih poddimenzij. V obeh študijah so uporabili vprašalnik NEO-PI-R, v katerem ekstravertnost sestavlja šest poddimenzij, in sicer toplina (»warmth«), družabnost (»sociability«), asertivnost (»assertiveness«), aktivnost (»activity«), iskanje stimulacije (»excitement seeking«) in pozitivna emocionalnost (»positive emotions«). Model, ki se je najbolj prilegal, je bil tisti, ki je vseboval samo genetski vpliv in vpliv okolja, ki si ga ne delimo. Dedljivost za ekstravertnost je bila 0,50, za poddimenzije pa od 0,38 do 0,46. Vsaka lestvica je vsebovala specifično genetsko varianco tudi po tem, ko je bila skupni del dedljivosti odstranjen, in sicer z razponom od 0,23 (toplina) do 0,36 (iskanje stimulacije). Ti podatki kažejo na to, da imajo poddimenzije ekstravertnosti biološko osnovo, ki je delno neodvisna od skupne dimenzije . Glede na njihovo interkorelalacijo si nekaj genov sicer delijo med sabo, ampak nanje vplivajo tudi geni, specifični za vsako poddimenzijo posebej. 

Posvojitvene študije enojajčnih dvojčkov ponujajo bolj strog test odnosov okolja, ki si ga ljudje delijo, saj je podobnost med enojajčnimi dvojčki, ki so bili od rojstvu posvojeni v dve različni krušni družini, lahko posledica zgolj genetskega faktorja . Na vpliv okolja, ki si ga ljudje delijo kažejo katerekoli pozitivne razlike med dvojčki, vzgojenimi v isti družini in tistimi, ki so bili vzgojeni v različnih družinah. Takšne študije so izvedli v štirih državah in sicer v  , v ZDA (Bouchard, Lykken, McGue, Segal in Tellegen, 1990 v: Zuckerman, 2005), na Švedskem  in na Finskem . Korelacije med enojajčnimi dvojčki, ki so bili vzgojeni v različnih družinah, kažejo na dedljivost v razponu od visoke, in sicer med 0,60 in 0,61 do zmerne, med 0,30 in 0,40. Korelacije dvojajčnih dvojčkov, ki živijo v različnih družinah, so za razliko od enojajčnih blizu ničle v vseh študijah, za tiste, ki živijo v eni družini pa so skoraj polovične tistim od enojajčnih dvojčkov. Takšni rezultati kažejo na neaditivni tip genetskega mehanizma .

### Posvojitvene študije
V študijah, kjer sodelujejo drugi družinski člani, ne samo dvojčki, gre večinoma za raziskovanje aditivnega tipa genetskega mehanizma oziroma dedovanja 	ali ožje dedljivosti .	

Posvojitvene študije tako prikazujejo korelacije med otroci in starši ali med brati in sestrami, ki so v sorodu in med tistimi, ki niso v sorodu in so izpostavljeni zgolj okoljskim vplivom . 

										
V teksaški posvojitveni študiji  so bile srednje korelacije med otroci in njihovimi biološkimi starši za ekstravertnost 0,15 za mamo in 0,20 za očeta, korelacije med otroci in njihovimi krušnimi starši pa skoraj ničelne. Podobne so tudi korelacije za ekstravertnost sorojencev okoli 0,38, medtem ko so korelacije med otroci, ki živijo skupaj pri družini, a niso v sorodu, skoraj ničelne. 

				
V britanski študiji so raziskovalci ugotovili korelacije vrednosti 0,21 med otroci in njihovimi biološkimi starši in skoraj ničelne korelacije med otroci in njihovimi krušnimi starši. Sorojenci so imeli korelacije za ekstravertnost v višini 0,25, med otroci, ki niso bili v sorodu pa so bile korelacije negativne, in sicer -0,11 

													
Ti rezultati so konsistentni z aditivnim genetskim vplivom brez vpliva (posvojitvenega) okolja, ki si ga posamezniki delijo. Loehlin  je za vse tri zgoraj navedene študije izračunal dedljivost v višini 0,35, brez učinkov okolja, ki si ga  delimo. Preostanek vključujejo varianca vplivov okolja, ki si ga posamezniki ne delijo ter napake merjenja. Dedljivost, dobljena v teh študijah, je nekoliko nižja od tiste, pridobljene v študijah dvojčkov, kar pa lahko pripišemo razlikam v letih med otroci in njihovimi starši ter razlikam v letih med sorojenci, ter učinku epistaze .

Dvojčki z leti postajajo manj podobni, mogoče tudi zaradi zmanjšanja vpliva okolja, ki si ga delijo , torej je možno, da vplivi dedljivosti niso tako opazni pri otrocih kot pri odraslih, okolje, ki si ga delimo, pa ima lahko večji oziroma močnejši učinek pri mlajših letih, ko domače okolje tako ali tako prevladuje v otrokovem življenju.